# 농식품농어촌특별포럼
농식품농어촌특별포럼은 2010년 9월 24일 설립·허가된 대한민국 농림축산식품부 소관의 사단법인이다. 농어업인과 농어업단체 및 전문가 등 주요 이해관계자와 대한민국 내·외 농림축수산업, 식품산업 및 농산어촌에 대한 연구와 토론을 통하여 대한민국 내·외 현안 및 중장기적인 문제에 대한 공감대를 형성하고 실천적인 대안을 제시함으로써 농림축수산업 및 식품산업의 진흥·발전과 농축수산인의 소득증대와 삶의 질 향상에 기여할 목적으로 설립되었다. 사무실은 경기도 안양시 동안구 비산동 1170-1번지, 안양벤처텔 710호에 있다.